# Финал Кубка Молдовы по футболу 2017
Финал Кубка Молдавии по футболу 2017 состоялся 25 мая 2017 года на стадионе «Зимбру» в Кишинёве. В нём встретились «Шериф» (в качестве номинального хозяина) и «Заря». Стартовый свисток прозвучал в 20:00 по местному времени. Победу одержал футбольный клуб «Шериф», тем самым завоевав девятый Кубок Молдавии в своей истории.

## Путь к финалу
| Шериф         | Шериф        | Раунд      | Заря                    | Заря         |
| ------------- | ------------ | ---------- | ----------------------- | ------------ |
| Оппонент      | Результат    |            | Оппонент                | Результат    |
| Кодру (ДА)    | 13:0         | 1/8 финала | Гагаузия-Огузспорт (ДА) | 8:1          |
| Милсами (НД)  | 1:0          | 1/4 финала | Дачия (НД)              | 1:1 пен. 2:4 |
| Петрокуб (НД) | 1:1 пен. 4:5 | 1/2 финала | Зимбру (НД)             | 1:0          |
|               |              |            |                         |              |

## Выбор даты и места проведения

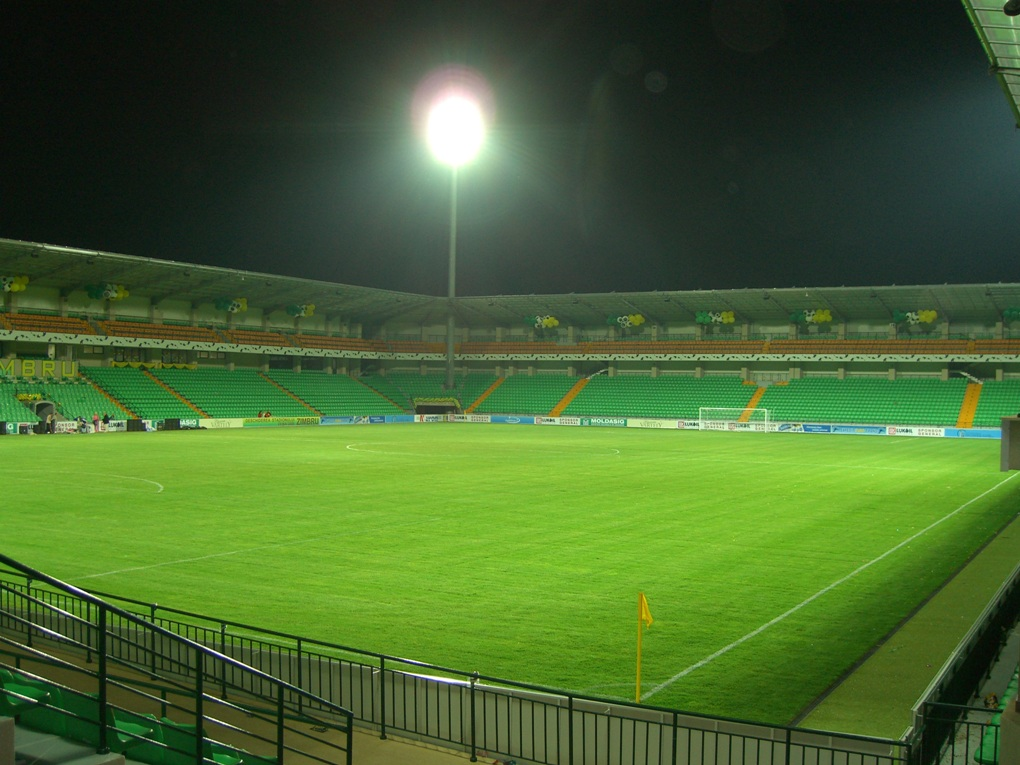
Стадион «Зимбру»

Обе команды ранее играли в финале Кубка страны, но друг с другом впервые встретились. Так, в 2016 году «Заря» становилась обладателем этого трофея, а «Шериф» восемь раз выигрывал Кубок.
16 мая в продажу поступили билеты, цена которых варьировалась от 40 до 120 молдавских лей.
17 мая в результате жеребьевки номинальным хозяином был выбран «Шериф».
Судьями на матче была турецкая бригада арбитров: главный арбитр — Алпер Улусой, ассистенты — Серкан Олгункан и Чейхун Сесигюзель. Четвёртый арбитр был представитель молдавской федерации футбола — Александр Тян. Наблюдатель ФИФА Владимир Антонов, а делегата ФИФА — Адриан Иксарь.

## Отчёт о матче
| Шериф                                                          | 5:0   | Заря |
| -------------------------------------------------------------- | ----- | ---- |
| Дамашкан 48′ · Байала 54′ · Байала 56′ · Дамашкан 59′ · Жо 89′ | Отчёт |      |

| Шериф | Заря |

| Судейская бригада - Ассистенты: - Серкан Олгункан - Чейхун Сесигюзель - Четвёртый: Александр Тян - Инспектор матча: Владимир Антонов - Делегат ФМФ: Адриан Иксарь | Регламент матча - 90 минут основного времени - 30 минут дополнительного времени, если по истечении основного времени счёт равный - Пенальти, если по истечении основного и дополнительного времени счёт равный |

### Статистика матча
|                  | Шериф | Заря |
| ---------------- | ----- | ---- |
| Голы             | 5     | 0    |
| Удары            |       |      |
| Удары в створ    |       |      |
| Угловые          |       |      |
| Фолы             |       |      |
| Офсайды          |       |      |
| Жёлтые карточки  | 1     | 4    |
| Красные карточки |       |      |